# Vyšné Valice
Vyšné Valice este o comună slovacă, aflată în districtul Rimavská Sobota din regiunea Banská Bystrica. Localitatea se află la altitudinea de 230 m deasupra n.m., se întinde pe o suprafață de 15,14 km2 și în 2017 număra 268 de locuitori. Se învecinează cu Valice, Uzovská Panica, Veľký Blh, Chvalová, Skerešovo, Polina, Rašice și Gregorovce.

## Istoric
Localitatea Vyšné Valice este atestată documentar din 1332.

## Demografie
| An:                | 1994 | 2004    | 2014    | 2024    |
| ------------------ | ---- | ------- | ------- | ------- |
| Număr de persoane: | 199  | 322     | 287     | 255     |
| Diferență:         |      | +61,80% | −10,86% | −11,14% |

| An:                | 2023 | 2024   |
| ------------------ | ---- | ------ |
| Număr de persoane: | 259  | 255    |
| Diferență:         |      | −1,54% |